# Jacques de Borchgrave
Gérard Jacques Jules Guillaume de Borchgrave (Ixelles, 2 de febrer de 1902 – Fuencarral, 21 de desembre de 1936) va ser un noble i diplomàtic belga, adscrit a l'Ambaixada del seu país a Espanya en el transcurs de la Guerra Civil. Va morir assassinat per milicians frontpopulistes, la qual cosa va motivar un escàndol internacional i, fet i fet, l'acostament dels belgues al bàndol nacional.

## Vida
Era fill del destacat diplomàtic belga Emile de Borchgrave. Es va casar a Maastricht el 28 d'octubre de 1933 amb Thérèse Dorothée Mooser Mc Greevy, de 41 anys, natural de San Francisco (EUA). Abans de la Guerra Civil Borchgrave era el representant de la Mercedes-Benz a Espanya.
El 20 de desembre de 1936 va sortir de l'ambaixada belga en el seu cotxe oficial, i ja no se'l va tornar a veure. El 28 de desembre, l'Encarregat de Negocis de l'Ambaixada de Bèlgica a Madrid, Joe Berryer, va descobrir el cos sense vida del Baró Borchgrave en una fossa comuna en la localitat de Fuencarral, amb 3 tirs a frec de roba (2 a l'esquena i 1 al cap). El cadàver, horriblement mutilat, només va poder ser identificat pel nom del sastre belga que portava en el seu vestit.
La primera versió oficial del govern de Largo Caballero va ser que va morir en un bombardeig franquista sobre Madrid, però després es va sostenir que havia estat capturat per elements de les Brigades Internacionals, sotmès a consell de guerra sumaríssim —acusat d'haver prestat serveis d'espionatge pel general Franco i d'haver afavorit la deserció de voluntaris belgues— i afusellat. Un mes després de l'assassinat la justícia republicana no havia trobat cap prova d'aquestes acusacions, de manera que el govern de Leopold III (encapçalat per Paul van Zeeland) va exigir disculpes oficials, honors militars en els funerals de la víctima, una indemnització a la família, i finalment, càstig per als culpables.
El govern republicà es va negar a admetre qualsevol tipus de responsabilitat i va trobar excessiva la quantitat fixada per a la indemnització. Ja que als belgues els mancaven de proves de l'assassinat, Largo Caballero va decidir sotmetre el cas davant el Tribunal de l'Haia. El gener de 1938 tots dos governs van renunciar a prosseguir el contenciós per falta de proves de la participació d'agents del govern de Largo Caballero en l'assassinat. Per la seva banda, el govern republicà es va avenir a pagar una indemnització d'un milió de francs belgues.
A Bèlgica, l'assassinat de Borchgrave va ser comparat amb el de José Calvo Sotelo, i va provocar la dimissió del socialista Émile Vandervelde, ministre de Sanitat i vicepresident del govern. A més, va afavorir l'acostament dels belgues al bàndol nacional. El govern belga va acabar per reconèixer al presidit per Franco com a legítim el 13 de gener de 1939.